# Экономика Мавритании
Мавритания — развивающаяся страна с относительно низким уровнем жизни по сравнению с другими странами региона.

## История экономики
В колониальный период основным занятием населения было разведение верблюдов, рыболовство и натуральное сельское хозяйство. В 1960-х годах в стране были найдены залежи железной руды, и с тех пор горнодобывающая промышленность стала основой экономики Мавритании.

## Промышленность
Главная отрасль промышленности Мавритании — горнодобывающая, её часть в валовом национальном продукте составляет 12 % и на неё долю приходится более 50 % экспорта. Наиболее важными полезными ископаемыми являются железо, медь, золото, цементное сырьё, гипс, соль и нефть.
Доказанные запасы железной руды составляют 185 млн т гематитовых руд с содержанием железа 60—68 % и 660 млн т магнетитовых руд с содержанием железа 36—40 %.
Общие запасы меди составляют 2,25 млн. т. в том числе доказанные 428 тыс. т., таким образом месторождение по запасам относится к среднему.
Общие ресурсы золота по стране составляют 30 т., большая часть которых относится по-видимому к золотосодержащему медноколчеданному месторождению. Также имеется месторождение Tasiast с ресурсами золота 12 т и содержанием золота в руде 2,7 г/т.
В феврале 2007 года российская компания «РуссНефть» получила лицензию на разработку залежей углеводородов в стране.
В 2006 году начата добыча нефти на шельфе, доказанные запасы нефти месторождения Chinguitti составляют порядка 120 млн барреллей

## Сельское хозяйство
Сельское хозяйство Мавритании сдерживается засушливым климатом. В оазисах выращиваются финики, зерновые культуры. В 1970-х годах регион Сахель настигала засуха, затронувшая более половины стран региона и 200 миллионов человек. В Мавритании в результате засухи погибли зерновые, начался голод. Второй удар засухи пришелся на 1982—1984 годы. Вскоре была построена оросительная система, позволившая несколько преодолеть последствия засухи. Орошается 49 тыс. га земли.
Значительную роль в экономике играет промысел рыбы и морепродуктов. Рыболовство является опорой для экономики Мавритании. Экспорт рыбных ресурсов составляет 58 % от общего объема экспорта страны. Доход от этого сектора достигает 25 % от общего объёма доходов бюджета страны, 50 % от источников твердой валюты и 7 % от ВВП. Рыбные ресурсы Мавритании находятся под угрозой исчезновения. Причиной этому служит отсутствие контроля за деятельностью в региональных водах и алчность инвесторов и владельцев европейских рыболовных судов, в частности при выдаче разрешений на рыбную ловлю. Среднегодовой вылов рыбы и морепродуктов составляет более 500 тыс. т. Сельское хозяйство ведется отсталыми методами, практически полностью зависит от количества осадков. Практикуется животноводство (разведение крупного рогатого скота, верблюдов, овец и коз). Выращивают кукурузу, овощи, просо, пшеницу, рис, сорго, финики и ячмень.

## Транспорт
Основной вид транспорта в Мавритании — автомобильный. В 1996 году протяжённость автомобильных дорог в стране составила 7,6 тыс. км, из которых лишь 1,8 тыс. км имело твердое покрытие. Важнейшие шоссейные дороги связывают Нуакшот с городами Акжужт, Росо, Нема (последняя протяженностью ок. 1200 км пересекает страну в субширотном направлении). Длина единственной в стране железной дороги — около 700 км. Она соединяет Нуадибу с прежним и современными центрами добычи железной руды — Фдериком, Зуэратом и Гельб-аль-Рхейном.

## Энергетика
Электроэнергия вырабатывается на ТЭС и ГЭС (на р. Сенегал). В 2003 ее производство составило 185,6 млн киловатт-часов. 20 апреля 2013 года близ столицы Мавритании, города Нуакшот вступила в строй солнечная электростанция Шейх Заед, которая стала крупнейшей солнечной электростанцией на континенте. Мощность электростанции — 15 МВт, что составляет примерно 10 % мощности всех электростанций страны.
В 2016 году Генеральный директор французского Союза производителей нефтегазового оборудования Жерар Моблот объявил о намерении возглавляемой им организации произвести инвестиции в развитие энергетики Мавритании, в частности, в сферу газовой промышленности.

## Внешняя торговля
По состоянию на 2016 год
- Экспорт — 2,76 млрд долл.: железная руда — 36 % ($982 млн.), золото — 17 % ($471 млн.), медная руда — 8,3 % ($227 млн.), мороженная рыба, моллюски и др. морепродукты — до 28 %. Основные покупатели — Китай — 37 % ($1,02 млрд.), Швейцария — 16 % ($451 млн.), Испания — 9,1 % ($249 млн.), Италия — 5,6 % ($155 млн.) и Япония — 5,3 % ($144 млн.)

- Импорт — 3,51 млрд долл.: продукция машиностроения, нефтепродукты, продовольствие (главным образом: сахар ($170 млн.), пшеница ($103 млн.) и пальмовое масло ($83,2 млн.)), потребительские товары. Основные поставщики — Китай — 24 % ($848 млн.), США — 8,4 % ($295 млн.), Объединенные Арабские Эмираты — 6,1 % ($213 млн.), Марокко ($198 млн.) — 5,7 % и Франция — 5,1 % ($178 млн.)